# Dębinka (Lubusz)
Pour les articles homonymes, voir Dębinka.
Dębinka (prononciation : [dɛmˈbinka] ; en allemand : Tzschecheln, 1937-1945 : Eichenrode) est un village de la gmina de Trzebiel dans le powiat de Żary de la voïvodie de Lubusz dans l'ouest de la Pologne.

## Géographie
Le village se situe dans la région historique de Basse-Lusace, à environ 8 kilomètres à l'est de Trzebiel (siège de la gmina), 16 kilomètres à l'ouest de Żary (siège de le powiat) et 52 kilomètres au sud-ouest de Zielona Góra (siège de la diétine régionale).

## Histoire

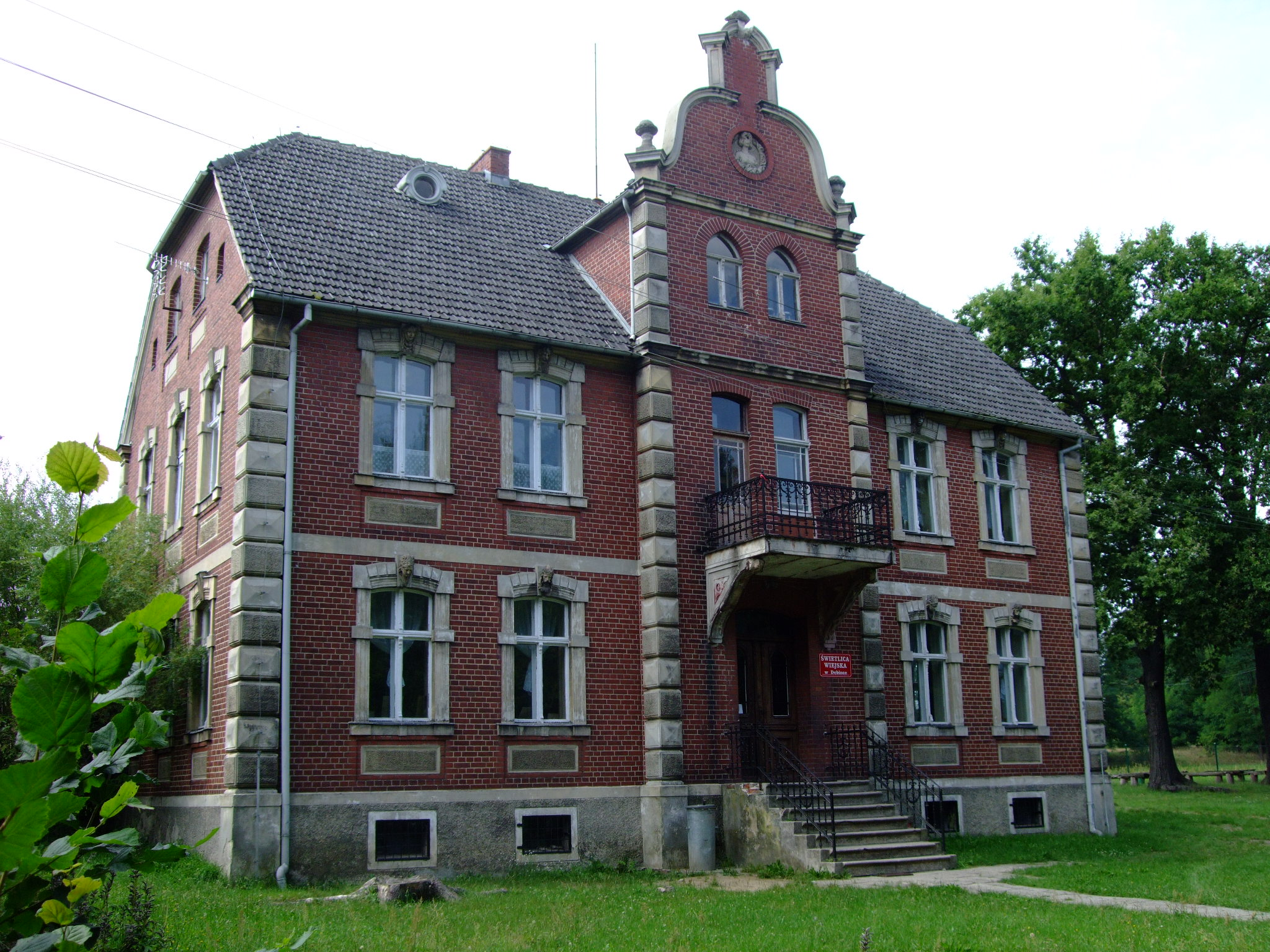
Maison de culture.

Dès 1815 jusqu'en 1945, la localité était incorporée dans le district de Francfort au sein de la  province prussienne de Brandebourg.
Après la Seconde Guerre mondiale, avec les conséquences de la conférence de Potsdam et la mise en œuvre de la ligne Oder-Neisse, le village est intégré à la république de Pologne. La population d'origine allemande est expulsée et remplacée par des Polonais.
De 1975 à 1998, le village est attaché administrativement à la voïvodie de Zielona Góra. Depuis 1999, il fait partie de la voïvodie de Lubusz.

## Personnalité
- Horst Stechbarth (1925-2016), général.